# 普莱桑斯 (阿韦龙省)
普莱桑斯（法語：Plaisance，法語發音：[plɛzɑ̃s] ⓘ）是法国阿韦龙省的一个市镇，属于米约区。

## 地理
普莱桑斯（43°55'36"N, 2°32'50"E）面积14 平方千米，位于法国奧克西塔尼大區阿韦龙省，该省份为法国南部内陆省份，位于法國中央高原南部，北起顺时针与康塔爾省、洛泽尔省、加尔省、埃罗省、塔恩省、塔恩-加龙省和洛特省接壤。
与普莱桑斯接壤的市镇（或旧市镇、城区）包括：朗斯河畔巴拉吉耶、索拉日堡、库皮亚克、屈尔瓦勒。

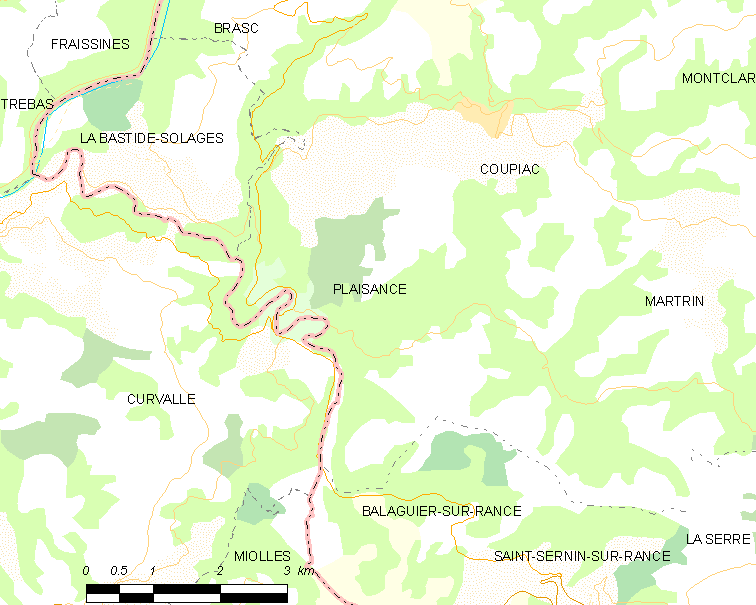
的OSM定位图

普莱桑斯的时区为UTC+01:00、UTC+02:00（夏令时）。

## 行政
普莱桑斯的邮政编码为12550，INSEE市镇编码为12183。

## 政治
普莱桑斯所属的省级选区为科斯-鲁日耶县。

## 人口

1962-2008年间人口变化图示

普莱桑斯于2022年1月1日时的人口数量为221人。